# テンペスタ
『テンペスタ』（伊: La Tempesta）は、ルネサンス期の巨匠ジョルジョーネが1506年から1508年ごろに描いた絵画。原題 “La Tempesta” の日本語訳の『嵐』（あらし）とも。ヴェネツィア貴族のガブリエーレ・ヴェンドラミンの依頼によって描かれた作品で、現在はヴェネツィアのアカデミア美術館が所蔵している。

## 概要
画面右には乳児に母乳を与える座った女性が描かれている。ジプシーの女、あるいは売春婦ではないかという説もある。座った母親が母乳を与えるときには膝の上に乳児を乗せるのが普通だが、この絵画では母親右側の地面に乳児が座らされているため、母親の半裸身があらわになっている。これは母親の役割は神聖なものというよりも、ごく日常的なものであるということを示唆している。川を挟んで画面左側には兵士のような男が、長い杖か槍のようなものを持って立っている。微笑んだ男の視線は画面右を向いているが、川向こうの女性を見ているようには描かれていない。美術史家たちはこの男性を、兵士、羊飼い、ジプシー、独身貴族など、様々に解釈してきた。X線による解析で、男性が描かれている場所にはもともと裸婦像が描かれていたことが明らかになっている。男性の背後には柱が描かれており、柱は力を意味するシンボルとされることもあるため、この男性は安定を表しているという説がある。しかしながら描かれている柱は壊れており、この場合には古典的な解釈によれば死を意味する。画面中央やや右の建物の、斜めになっている屋根にはコウノトリらしき鳥が描かれていることに注目する研究者もいる。コウノトリは子供に対する両親の愛情を示唆するとされることがある。
『テンペスタ』には題名の由来にもなった近づく嵐が描かれているが、緑と青で表現された色調は抑制され、雷の表現は穏やかといえる。人物像の背後に描かれている風景は絵画の単なる背景にとどまらず、最初期の風景画ともいえるもので、このジャンルの絵画の発展に大きく寄与した重要なものである。この絵画に表現された「静謐な」雰囲気は現在でも観る者を魅了し続けている。
この絵画を「嵐」と説明している当時の信頼できる文献は見つかっておらず、何が描かれているのか信頼できる記録も存在しない。この絵画が何を意味しているのかについては、『マタイによる福音書』に書かれている「エジプトへの逃避」、ギリシア神話のパリスとオイノネ、古代ギリシアの牧歌的な物語パストラルなど、現在でも様々な解釈が存在する。イタリア人研究家サルヴァトーレ・セッティスはその著書『絵画の発明 - ジョルジョーネ「嵐」解読』で「荒れ果てた町並みはエデンの園で、男女はアダムとイヴ、乳児は二人の子供のカインである。雷は彼ら二人をエデンから追放した神を意味している」と指摘している。その他道徳的な寓意を見て取るものや、ジョルジョーネはこの絵画に何の意味も持たせてはいないとするものもいる。
また、『テンペスタ』をマネの『草上の昼食』に影響を与えた作品であるとする研究者も多い。

## 大衆文化
チェコの詩人ラディスラフ・ノバクは『ジョルジョーネのテンペスタ』と呼ばれる詩を書いている。その詩にはマイスター・エックハルトが登場し、描かれている男性は羊飼いに仮託したジョルジョーネ自身で、女性はジョルジョーネが愛した婦人だったが、ジョルジョーネの想いは届くことがなかったと説明させている。
アメリカの作家マーク・ヘルプリンは1991年に発表した小説『兵士アレッサンドロ・ジュリアーニ』で、主人公のお気に入りの絵画に設定し、物語中で重要な役割を与えている。